# Кордицепс китайский
Кордицепс китайский (лат. Ophiocordyceps sinensis, ранее — Cordyceps sinensis) — вид грибов из рода Ophiocordyceps, семейства Ophiocordycipitaceae, принадлежит к классу аскомицетов.

## Описание
Зрелое плодовое тело гриба темно-коричневое, похожее на сучок, прикрепленный к голове зараженной гусеницы. Состоит из двух частей: бугристого светло-коричневого тела гусеницы, заполненного склероциями, и темно-коричневой, с гладкой поверхностью отдельной части с перитециями. Высота – от 4 до 8 см, иногда до 11 см, толщина – от 3 до 4 мм; вес – от 300 до 500 мг.
Кордицепс китайский встречается в горах тибетского плато на высоте около 4 км.
Споры из плодового тела гриба разносятся ветром и заражают гусениц бабочек-тонкопрядов вида Hepialus armoricanus поселяясь в них. Гусеницы зарываются в землю, и в них начинает развиваться мицелий гриба, использующий питательные вещества хозяина и приводящий его к гибели. На следующее лето из гусеницы вырастает плодовое тело гриба, похожее на травинку. Личинка мумифицируется, и зрелый гриб выглядит как желто-коричневая гусеница с темным сучком. В таком виде, под названием ярцагумбу (тиб. དབྱར་རྩྭ་དགུན་འབུ, вайли: dbyar rtswa dgun 'bu, досл. «летом — трава, зимой — насекомое»), его собирают жители многих поселений Тибета, Бутана, Непала и северной Индии.

#### Сбор

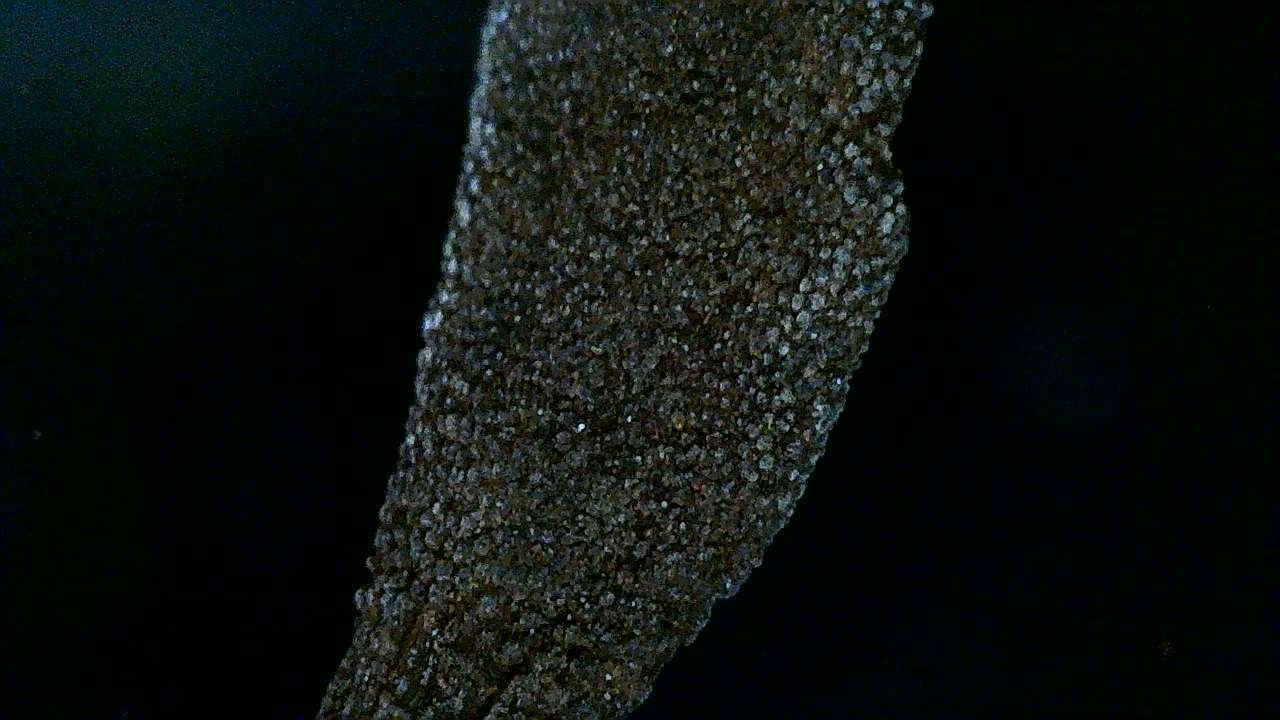
Плодовое тело кордицепса китайского с хорошо заметными перитециями

Кордицепс собирают с середины апреля по июль. Гриб возвышается над поверхностью на 2–5 сантиметров и увидеть его на фоне черной земли очень сложно. Для того, чтобы правильно собрать эти грибы, нужно не просто сорвать, а еще и аккуратно извлечь из почвы вместе с гусеницей.

## Применение
Несмотря на отсутствие доказательств эффективности, в Китае, Непале и Бутане кордицепс китайский применяют в лечебных целях. Популярность препаратов из этого гриба постепенно растёт также в западных странах, одновременно с этим растут цены на них.

### В медицине
Кордицепс китайский применяется в традиционной китайской медицине, где он считается лекарством от 21 болезни. Считается, что он якобы обладает широким спектром целебных свойств, начиная с профилактики раковых образований и заканчивая подавлением болевого синдрома, а также повышением либидо.
Дэниэль Винклер считает, что использование этого гриба в медицине зародилось в Тибете и Непале. Самое первое письменное упоминание было обнаружено в конце XV века в работах тибетского доктора Зуркхара Ньямни Дордже, в частности в трактате «Man ngag bye ba ring bsrel» — «Инструкции на мириады лекарств», датируемом 1439-1475 годами.
Первое упоминание о кордицепсе китайском в традиционной китайской медицине Винклер обнаружил в сборнике «Материя медика» Ванга (1694), Бен Цао Бей Яо. В XVIII веке гриб был внесён в список «Новый сборник материи медики». Этно-микологические знания о грибе у непальцев также были задокументированы[кем?] . Гриб собирается вручную сборщиками для использования в медицинских целях.
В традиционной китайской медицине считается, что он обладает превосходным балансом инь и ян, поскольку считается, что он является как животным, так и растением. Такие ненаучные представления китайских специалистов по медицинскому применению этих грибов вызывают недоумение среди учёных вне Китая.
В настоящее время гриб выращивают в промышленных масштабах. Однако до сих пор никому не удавалось вырастить гриб, заразив культурных гусениц: все продукты, полученные из культивируемых грибов, изготавливаются из мицелия, выращенного на зерне или искусственных средах.
В 1964 году кордицепс официально считается лекарством китайской фармакопеи.

## Состав
Кордицепс китайский, собираемый и используемый в медицинских целях, представляет собой мумифицированные грибом гусеницы.
Китайские исследователи выделили из дикого кордицепса 22 вида грибов, в том числе 7 ранее неизвестных. Также они обнаружили бактерии и криптококки в кишечнике гусениц, которые могут влиять на питание, физиологию и выживание насекомых, и, в конечном итоге, на состав продукта.
Кордицепс китайский содержит различные биологически активные вещества: кордицепин, кордицеповая кислота, галактоманнаны, кордигептапептиды.
- Кордицепин (3’-деоксиаденозин) — сильный антибиотик, он необходим грибу, чтобы отвоевать тело зараженной гусеницы у других грибов и бактерий[1].
- Кордицеповая кислота — изомер хинной кислоты[1].
- Разветвленные галактоманнаны — полисахариды, которые в качестве иммуномодуляторов дополнительно к химиотерапии назначают пациентам, больных онкологическими заболеваниями[1].
- Кордигептапептиды — липофильные циклические пептиды, для которых in vitro, в клеточных культурах обнаружена антималярийная активность и умеренная цитотоксичность[1].

## Биологическое значение
Воздействие кордицепса китайского на организм человека практически не изучено, клинических исследований крайне мало и они низкого качества, поэтому о влиянии препаратов из него на людей достоверной информации нет. Биологическая активность препаратов изучалась на клеточных культурах и на животных.
Метанольные экстракты из кордицепса в условиях in vitro дозозависимо ингибировали повышенную выработку медиаторов воспаления, таких как оксид азота (NO), за счет снижения экспрессии индуцируемой NO-синтазы и цитокинов (фактора некроза опухоли (TNF)-α и интерлейкина (IL)-12 в LPS/IFN- γ активированных мышиных перитонеальных макрофагов). Также в исследовании оценивалось действие экстрактов на их опухолевые клетки и активность пролиферации в различных типах линий раковых клеток, таких как Jurkat, HepG2, PC 3, Colon 205 и MCF-7. Полученные данные позволяют предположить, что противовоспалительные и противораковые свойства могут быть результатом ингибирования роста NO, TNF-α и IL-12 и пролиферации опухолевых клеток соответственно.
Исследовалась антиоксидантная активность культивируемых плодовых тел Cordyceps sinesis. Было обнаружено, что водные и спиртовые экстракты обладают антиоксидантной активностью и активностью против перекисного окисления липидов и ингибируют накопление эфира холестерина в макрофагах посредством подавления окисления ЛПНП.
Также изучалось влияние Cordyceps sinensis на пациентов с персистирующей астмой средней и тяжелой степени в качестве дополнительной терапии на фоне применения ингаляционных кортикостероидов и препаратов из группы селективных агонистов β2-адренорецепторов. Были сделаны выводы, что использование препаратов Cordyceps sinensis в качестве дополнительной терапии к основному лечению может улучшать качество жизни пациентов с астмой, снижать симптомы астмы и воспалительный профиль при астме средней и тяжелой степени.
Был исследован водорастворимый полисахарид (CPS-2), выделенный из культивируемого Cordyceps sinensis. Обнаружен его защитный эффект на модели хронической почечной недостаточности. Изменения азота мочевины крови и креатинина сыворотки показали, что он может значительно облегчить течение почечной недостаточности, вызванной фульгерацией почек.
В Западной Африке (Гана) экстракты Cordyceps sinensis в виде препарата «Immune Assist 24/7» для повышения иммунитета исследовались на 8 ВИЧ-инфицированных пациентов. Исследование показало, что препарат, используемый в качестве единственного терапевтического средства без дополнительных АРВ-препаратов, значительно увеличивал популяции CD4+ Т-лимфоцитов у всех пациентов. Эти первоначальные результаты являются многообещающими и указывают на потенциальную ценность дальнейшей оценки влияния «Immune Assist 24/7» на другие иммунные параметры и вирусную нагрузку у пациентов с ВИЧ, вводимых либо в качестве единственного терапевтического препарата, либо в качестве адъюванта со стандартной АРВ-терапией, либо по сравнению со стандартной АРВ-терапией.

## Стоимость
Мировые цены на кордицепс и продукцию на его основе постоянно растут вслед за ростом их популярности.
Примеры стоимости одного килограмма кордицепса в Китае:
- в начале 1970-х годов — около 20 юаней;
- в середине 1990-х — 5000 юаней;
- в 2003 году — от 30 до 100 тысяч юаней — во время эпидемии атипичной пневмонии (SARS) китайские потребители считали кордицепс панацеей[1].
- в 2019 году цена на высококачественный кордицепс могла достигать 400 тысяч юаней (более 56 тысяч долларов США).

## Искусственное разведение
При выращивании кордицепса китайского на питательных средах вырастает только мицелий этого гриба, при этом плодовые тела, содержащие антибиотики, не образуются. Для выращивания гриба с плодовым телом нужна гусеница.
На 2019 год учёные подобрали условия и научились выращивать гусеницы тибетских высокогорных бабочек Hepialus armonicanus. При этом в производственных условиях удаётся заразить 0,1 % гусениц.
Самый большой урожай фабричного кордицепса составил 10 тонн (пятнадцатая часть мирового сбора кордицепса).
Кишечная микрофлора личинок, выросших на воле и в лаборатории, различна. Вклад кишечной микрофлоры личинок в общую активность кордицепса никто не изучал.

## Альтернативы
Производители кордицепса китайского возлагают большие надежды на другой его вид — кордицепс военный (Cordyceps militaris), более пригодный для культивирования и по набору биоактивных веществ схожий с кордицепсом китайским.
Кордицепс военный растёт в субтропиках в Северной и Южной Америке и в Евразии, но встречается редко, и собирать его крайне сложно.
Кордицепс военный продают в магазинах как «съедобное лекарство». Из него готовят супы, добавляют к тушеной птице и жаркому, делают тонизирующие (в том числе чай с кордицепсом) и алкогольные напитки (вино, пиво).